# Umbelopsis isabellina
Umbelopsis isabellina är en svampart som först beskrevs av Cornelius Anton Jan Abraham Oudemans, och fick sitt nu gällande namn av W. Gams 2003. Umbelopsis isabellina ingår i släktet Umbelopsis och familjen Umbelopsidaceae.   Inga underarter finns listade i Catalogue of Life.